# Александро-Невский собор (Каменец-Подольский)
Александро-Невский собор — православный храм в Каменце-Подольском. Был построен в 1891—1897 годах в память 100-летия воссоединения Подолья с Россией. Здание было разрушено в годы советской власти и восстановлено в 1995—2000 годах.

## История
Закладка церкви состоялась 2 мая 1891 года. Храм строился на народные средства, собранные Александро-Невским опекунством. 24 ноября 1897 собор был освящён. Строительство собора, роспись стен и закупка культовых принадлежностей обошлись более чем в 100 тысяч рублей. Помещение церкви обогревалось паровым отоплением.
Сооружение поражало величием и было одним из красивейших храмов Каменца-Подольского. Построенное в неовизантийском стиле, с большим главным куполом и четырьмя по бокам полукуполами, церковь имела над западным входом небольшую колокольню. Главный алтарь был посвящён святому Александру Невскому, в память Александра III. Южный алтарь носил имя святой великомученицы Екатерины, покровительницы Екатерины II, в царствование которой произошло воссоединение Подолья с Россией после раздела Речи Посполитой, а северный — святого Николая.
Собор имел двухъярусный иконостас работы московского мастера Ахапкина. В числе пожертвований на храм был крест, присланный в подарок императрицей Александрой Фёдоровной, супругой Николая II. При церкви в начале XX веке действовало Александро-Невское братство с народной читальней и библиотекой.
В 1930-е годы храм был разобран на кирпичи по приказу советских властей. Был восстановлен в 1995—2000 годах.